# Кругосветное путешествие (альбом)
«Кругосветное путешествие» — дебютный студийный альбом российской певицы и поэтессы Елены Есениной. Презентация дебютного альбома прошла в магазине «Хитзона» ТРЦ «Европейский» и была приурочена ко дню Защиты детей.
Альбом «Кругосветное путешествие» записывался в течение нескольких лет и к 2011 был выпущен на лейбле «Монолит». В него вошло 15 песен, автором которых является сама исполнительница. Песня «Шестое чувство» вошла в саундтрек к фильму «Ирония любви». Сингл «Мир без тебя» был исполнен в финале российского отбора на конкурс «Евровидение-2010», на котором она заняла двенадцатое место (из двадцати пяти).
Альбом издан в двух видах комплектации: стандартной и подарочной, и поступил в продажу в 1 июня 2011 года. Подарочный вариант альбома включает в себя бонусный DVD-диск с пятью выпущенными видеоклипами Есениной, которые активно ротировались в эфирах телеканалов «МУЗ-ТВ», «RU.TV» и «Music Box»: «Нравишься» (дуэт с Дмитрием Маликовым), «Неваляшка», «Вишня», «Одиссей и Пенелопа» и «Мир без тебя».
Композиция «Вишня» была впервые презентована на радиостанции «Русское Радио», а один из синглов с альбома — «Одиссей и Пенелопа» — продержался тринадцать недель в главном хит-параде страны «Золотой Граммофон», и достиг третьего места в чарте.

## Список композиций
| №  | Название трека                          |
| -- | --------------------------------------- |
| 1  | «Одиссей и Пенелопа»                    |
| 2  | «Вишня»                                 |
| 3  | «Мир без тебя»                          |
| 4  | «Дважды в реку»                         |
| 5  | «Танцует ветер»                         |
| 6  | «Тону»                                  |
| 7  | «Не было печали»                        |
| 8  | «Теряешь меня»                          |
| 9  | «Девочка»                               |
| 10 | «Шестое чувство»                        |
| 11 | «Комната»                               |
| 12 | «Любовь-печаль»                         |
| 13 | «Мамина песня»                          |
| 14 | «Пой со мной»                           |
| 15 | «Нравишься» (Дуэт с Дмитрием Маликовым) |

## Участники записи
- Автор слов и музыки: Елена Есенина
- Аранжировка: Лопатин (1-14); Potapoff (15)
- Программирование и саунд-дизайн: Дмитрий Стёпин
- Сведение: Александр Чудопалов
- Бэк-вокал: Наталья Сигаева
- Гитара: Сергей Шай
- Альбом создавался при участии студии Capital Music
- Фото: Виктор Дербенёв, Рустам Вагапов